# Aleiodes przewalskii
Aleiodes przewalskii är en stekelart som först beskrevs av Kokujev 1898.  Aleiodes przewalskii ingår i släktet Aleiodes och familjen bracksteklar. Inga underarter finns listade i Catalogue of Life.